# Avenue de Grande-Bretagne (Toulouse)
Pour les articles homonymes, voir Avenue de Grande-Bretagne.
L'avenue de Grande-Bretagne (en occitan : avenguda de Grand Bretanha) est une voie de Toulouse, chef-lieu de la région Occitanie, dans le Midi de la France.

## Situation et accès

### Description
L'avenue de Grande-Bretagne est une voie publique. Elle traverse, d'est en ouest, les quartiers de la Patte-d'Oie, puis de Casselardit, dans le secteur 2 - Rive gauche, et de Purpan, dans le secteur 6 - Ouest. Elle est longue de 2360 mètres et rectiligne, large de 18 mètres à son origine. Elle naît de la place de la Patte-d'Oie, dont elle forme le troisième « doigt » au nord-ouest. Elle se termine en formant la place du Docteur-Joseph-Baylac, au carrefour de l'avenue des Arènes-Romaines, au nord, de la route de Bayonne, à l'ouest, et de la rue Georges-Vedel, au sud-ouest.
Elle correspond à l'ancienne route nationale 124, qui allait de Toulouse à Bayonne, ou plutôt de Toulouse à Saint-Geours-de-Maremne (Landes) où elle rejoignait la route nationale 10. En 1990, à la suite de l'achèvement des travaux de contournement de Saint-Martin-du-Touch par l'autoroute A624, l'avenue de Grande-Bretagne est déclassée et entre dans le domaine communal.
Entre la place de la Patte-d'Oie et la rue des Biches, la chaussée compte une voie de circulation automobile dans chaque sens. De plus, entre la place de la Charte-des-Libertés-Communales et la rue des Biches, elle appartient à une zone 30 où la vitesse est limitée à 30 km/h. Entre la rue des Biches et la place du Docteur-Joseph-Baylac, elle s'élargit, mais du côté pair seulement, à deux voies. 
Entre la place de la Patte-d'Oie et la barrière de Bayonne, elle est bordée de chaque côté par une bande cyclable, mais après la barrière de Bayonne et jusqu'à la rue Jeannette-Mac Donald, la bande cyclable est confondue avec le couloir réservé aux bus. Entre la rue Jeannette-Mac Donald et la voie du T.O.E.C., les deux bandes cyclables sont réunies pour former une piste cyclable à double-sens qui longe les voies de tramway. Elle est complétée, à partir de la rue des Biches et du côté pair, par une piste cyclable à sens unique. Entre la voie du T.O.E.C. et l'avenue du Professeur-Jean-Dausset, la circulation se fait par une piste cyclable, du côté pair, et une bande cyclable, du côté impair. Enfin, entre l'avenue du Professeur-Jean-Dausset et la place du Docteur-Joseph-Baylac, les aménagements cyclables sont à nouveau confondus, sur les deux côtés, avec les couloirs réservés aux bus.

### Voies rencontrées
L'avenue de Grande-Bretagne rencontre les voies suivantes, dans l'ordre des numéros croissants (« g » indique que la rue se situe à gauche, « d » à droite) :
1. Place de la Patte-d'Oie
2. Rue Roquemaurel (g)
3. Rue Adolphe-Coll (d)
4. Barrière de Bayonne
5. Boulevard Gabriel-Koenigs (g)
6. Boulevard Jean-Brunhes (d)
7. Rue Vincent-Scotto (g)
8. Rue des Braves (d)
9. Rue Vincent-Scotto (g)
10. Rue du Professeur-Jacques-Arlet (g)
11. Place Jean-Pierre-Vernant (g)
12. Rue Dufaur-de-Pibrac (d)
13. Avenue Raymond-Badiou (g)
14. Rue de Turenne (d)
15. Rue de la Cartoucherie (d)
16. Rue Bertrand-Massonié (d)
17. Rue Jeannette-Mac Donald - accès piéton (g)
18. Rue Jean-Guiméra - accès piéton (g)
19. Rue Marie-Rose-Gineste - accès piéton (g)
20. Allée Pierre-Berteaux - accès piéton (g)
21. Rue Charleville (d)
22. Place de la Charte-des-Libertés-Communales - accès piéton (g)
23. Allée Georges-Charpak - accès piéton (g)
24. Avenue de Casselardit (d)
25. Allée Jacqueline-de-Romilly - accès piéton (g)
26. Rue des Biches (d)
27. Voie du T.O.E.C. (g)
28. Passage Irène-Nemirovsky (d)
29. Avenue du Groupe-Morhange/périphérique (A620) - Échangeur no 29 (g)
30. Rue Hilaire-Chardonnet (d)
31. Avenue du Professeur-Jean-Dausset (d)
32. Impasse de Maubec (g)
33. Place du Docteur-Joseph-Baylac

### Transports
L'avenue de Grande-Bretagne est parcourue et desservie, sur toute sa longueur, par la ligne de bus 45. Sur la place de la Patte-d'Oie se trouve la station du même nom de la ligne de métro , ainsi que les arrêts des lignes de bus 1466. Cette dernière parcourt d'ailleurs l'avenue de Grande-Bretagne jusqu'à la barrière de Bayonne. Entre l'allée Joséphine-Baker et l'allée Jean-Dausset, l'avenue est également empruntée par la ligne de tramway  et desservie aux stations Zénith et Cartoucherie. Enfin, sur la dernière partie, depuis la voie du T.O.E.C. jusqu'à la place du Docteur-Joseph-Baylac, elle est parcourue et desservie par les lignes de Linéo L2 et de bus 63. Autour de cette place se trouvent également les arrêts de la ligne de bus 46.
Il existe plusieurs stations de vélos en libre-service VélôToulouse le long de l'avenue de Grande-Bretagne : les stations no 130 (66 ter avenue Étienne-Billières), no 138 (3 boulevard Jean-Brunhes), no 226 (287 rue des Fontaines), no 245 (103 bis avenue de Grande-Bretagne) et no 268 (place du Docteur-Joseph-Baylac).

## Odonymie

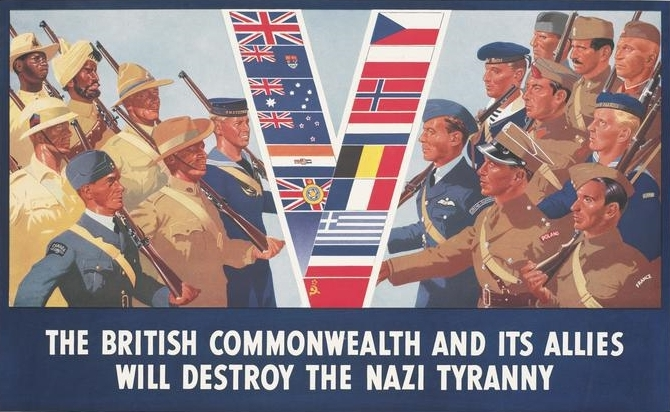
The British Commonwealth and Its Allies..., affiche anonyme (1941, Imperial War Museums).

Lors de son percement, en 1786, on désignait l'avenue de Grande-Bretagne comme la route d'Auch, puisque la grande route royale menait à cette ville, capitale de la Gascogne. Au début du XIXe siècle, avec la réforme napoléonienne, la route est absorbée dans la route impériale no 144 de Toulouse à Bayonne, devenue route royale no 124 en 1824. La route prend naturellement le nom de Bayonne, qui a d'ailleurs été conservé pour la deuxième partie, de la place du Docteur-Joseph-Baylac aux portes de Toulouse, à la limite de la commune de Colomiers.
En 1944, la première partie de la route a pris le nom de la Grande-Bretagne, en hommage aux alliés de la France durant la Seconde Guerre mondiale – comme l'avenue des États-Unis, au nord, et l'avenue de l'U.R.S.S., au sud.

## Patrimoine et lieux d'intérêt

### Hôpital de Purpan
- no  330 : hôpital de Purpan[4].

### Immeubles et maisons
- no  1 : « villa à l'italienne ».  Inscrit MH (1993, façades et toitures)[5]. 

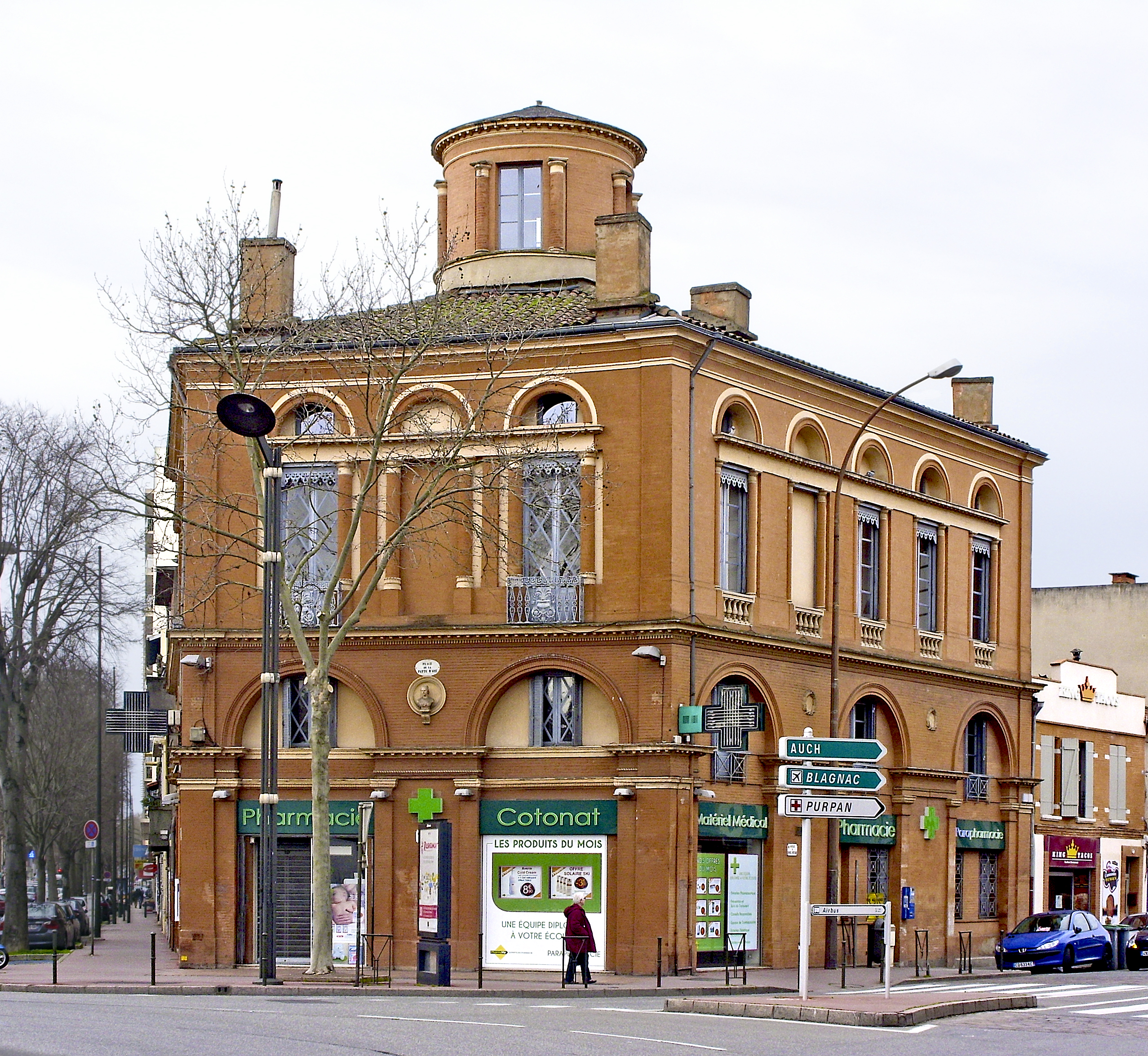
no 1 : la « villa à l'italienne » vue de la place de la Patte-d'Oie.

L'immeuble, connu comme la « villa à l'italienne », est construit vers 1840. Il serait l'œuvre d'Auguste Virebent ou de son neveu, Urbain Vitry. Il est caractéristique du style néoclassique qui se développe à Toulouse dans le deuxième quart du XIXe siècle par son architecture et son décor néo-Renaissance de terre cuite provenant de la manufacture Virenbent. L'immeuble s'élève face à la place de la Patte-d'Oie, sur une parcelle délimitée par l'avenue de Grande-Bretagne et l'avenue de Lombez. De grandes arcades qui embrassent le rez-de-chaussée et l'entresol rythment les travées. Elles sont encadrées de pilastres qui soutiennent un entablement décoré d'une corde et surmonté d'une corniche à denticules. Les arcades, voûtées en plein cintre, ont des voussures moulurées. Des médaillons de couronnes de lauriers sont disposés entre les arcades. Les petites fenêtres qui éclairent l'entresol ont des garde-corps en fer forgé. Une large corniche moulurée à denticules sépare l'entresol de l'étage. À ce dernier niveau, les fenêtres ont de faux garde-corps à balustres en terre cuite et des lambrequins. Elles sont encadrées de colonnes à chapiteaux qui soutiennent une corniche moulurée à denticules qui relie les fenêtres entre elles, surmontée de petites arcades en plein cintre. L'élévation est couronnée par une corniche moulurée[6].

- no  4 : immeuble. 

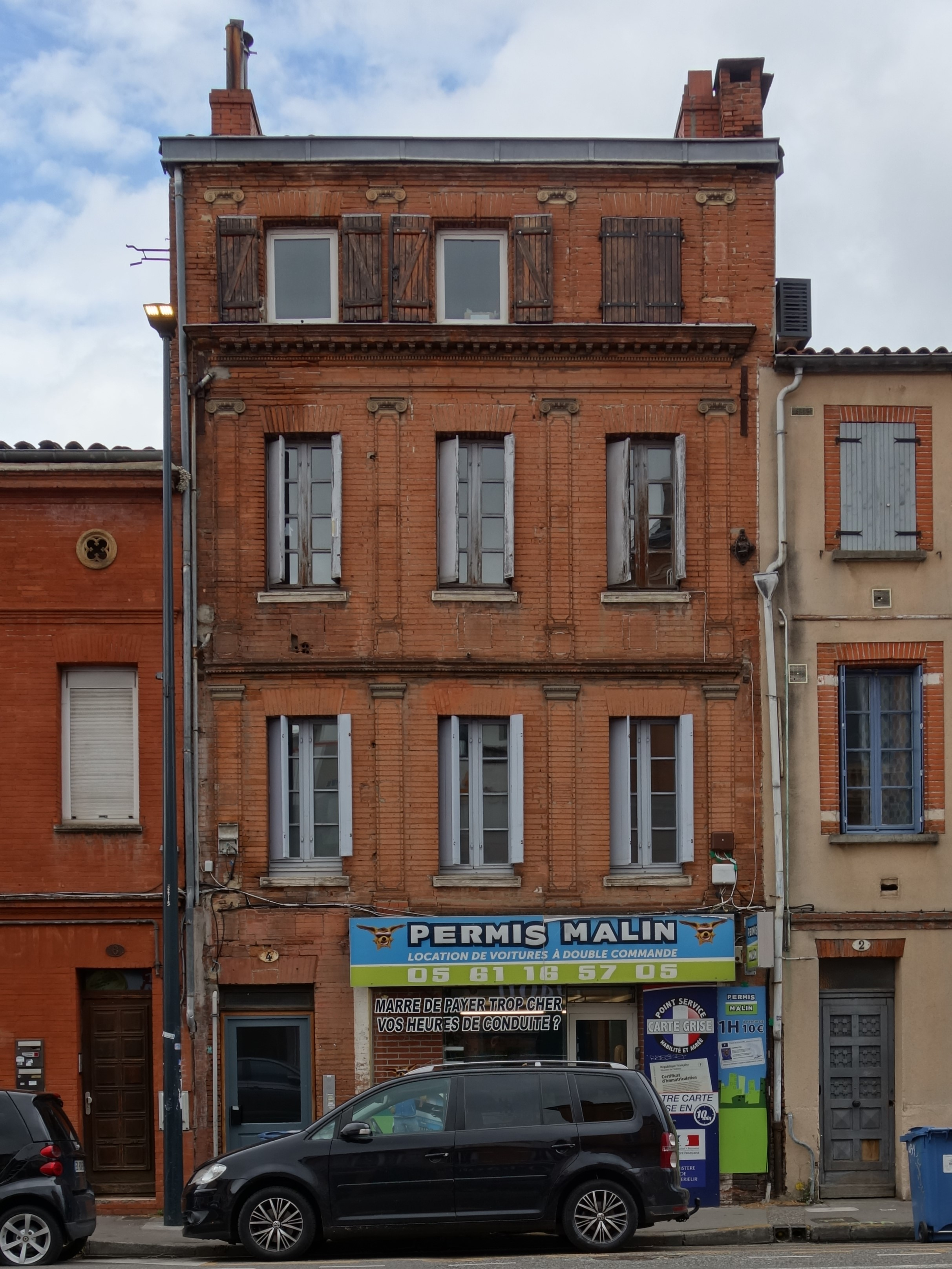
no 4 : immeuble.

L'immeuble, construit au milieu du XIXe siècle, possède une architecture soignée de style néoclassique. Il s'élève sur quatre niveaux : un rez-de-chaussée, deux étages et un niveau de comble. Les travées sont rythmées par des pilastres à chapiteaux en terre cuite, de style dorique au 1er étage, et ionique aux 2e et 3e étages. La séparation entre le 1er et le 2e étage est marquée par un cordon mouluré, entre le 2e et le 3e étage par une large corniche à denticules[7].

- no  48 : maison[8].

- no  53 : résidence Vincent-Scotto. 
La résidence Vincent-Scotto est construite entre 2010 et 2011 par l'agence Puig-Pujol Architecture (PPA) pour le compte de Toulouse Habitat[9], dans le cadre de la rénovation de la cité Vincent-Scotto. Elle compte 61 logements HLM, du T2 au T4. Le bâtiment est disposé le long de l'avenue de Grande-Bretagne, mais en retrait de l'alignement. Le rez-de-chaussée et le 1er étage forment un socle de béton, quoique le côté gauche soit laissé largement ouvert afin de ménager une entrée dans la cité. Du 2e au 7e étage, les niveaux sont soulignés par les coursives que signalent les garde-corps et de grands panneaux de protection solaire, dont la répétition rythme la composition.

- no  176 : maison (deuxième quart du XXe siècle)[10].
- no  302 : église orthodoxe russe Saint-Nicolas[11].

### Écoquartier de la Cartoucherie
- no  181-199 : résidence Wood'Art-La Canopée.
La résidence est construite entre 2018 et 2022 par les entreprises Icade et Maître Cube sur les plans des agences d'architecture Dietrich Untertrifaller et Seuil Architecture. Elle joue le rôle de bâtiment-signal pour le quartier. Elle occupe une parcelle de 13 000 m² limitée par l'avenue de Grande-Bretagne, la place de la Charte-des-Libertés-Communales, la rue Thomas-Dupuy et l'allée Georges-Charpak, et traversée par la rue Rosine-de-Peyre. C'est une résidence mixte, qui regroupe des logements, des commerces et des boutiques, un hôtel, ainsi qu'un parking public[12]. En 2019, le projet reçoit la grand prix régional des Pyramides d'Argent Occitanie-Toulouse Métropole[13].
La résidence se compose de six tours : cinq tours de huit et une tour de dix étages (haute 26 mètres), reliées au rez-de-chaussée par le socle sur lequel repose l'ensemble. L'ossature est en poteaux et poutres en bois massif, tandis que le sous-sol, le socle, les noyaux et les escaliers sont en béton. Les façades sont habillées par une structure métallique en aluminium  qui porte des tables en terre cuite. Enfin, la résidence est équipée de panneaux photovoltaïques et reliée au réseau de chaleur de la ville. Le rez-de-chaussée est occupé par les 2 750 m² de commerces et de boutiques, un supermarché et un hôtel de la chaîne Eklo. Les étages sont dévolus aux habitations : 137 logements, dont 42 sont gérés par la société HLM Patrimoine SA Languedocienne[14],[15].

- no  201-203 : résidence Swing Rive gauche. 
La résidence Swing Rive gauche est construite entre 2015 et 2016 pour le compte de la Coopérative toulousaine d'habitations. Elle est réalisée sur les plans de l'agence Manuelle Gautrand Architecture, qui reçoit le Prix européen pour l'architecture en 2017. Elle s'organise en plusieurs corps de bâtiments entre l'avenue de Grande-Bretagne, l'allée Jacqueline-de-Romilly, l'allée Georges-Charpak et la rue Thomas-Dupuy, pour une superficie de 13 000 m² entre des boutiques, qui occupent le rez-de-chaussée, et 170 logements, du T3 au T5, qui occupent les étages. L'espace central est occupé par un jardin privé[16].

- no  205 : parking P2 - La Cartoucherie. 
Le parking P2 - La Cartoucherie est un parking aérien, construit entre 2020 et 2021 par le bureau d'architecture Séquences pour le compte d'Oppidea, société d'économie mixte d'aménagement de Toulouse Métropole et aménageur de l'écoquartier de la Cartoucherie. Il occupe un vaste îlot à l'angle de la voie du T.O.E.C. et, par son emplacement, à proximité immédiate du périphérique et de l'échangeur no 29, il joue le rôle d'entrée de ville et de l'écoquartier. Il s'élève sur sept étages et propose plus de 440 places de stationnement pour les automobiles, mais également des emplacements pour les motos et les vélos.

### Œuvre publique

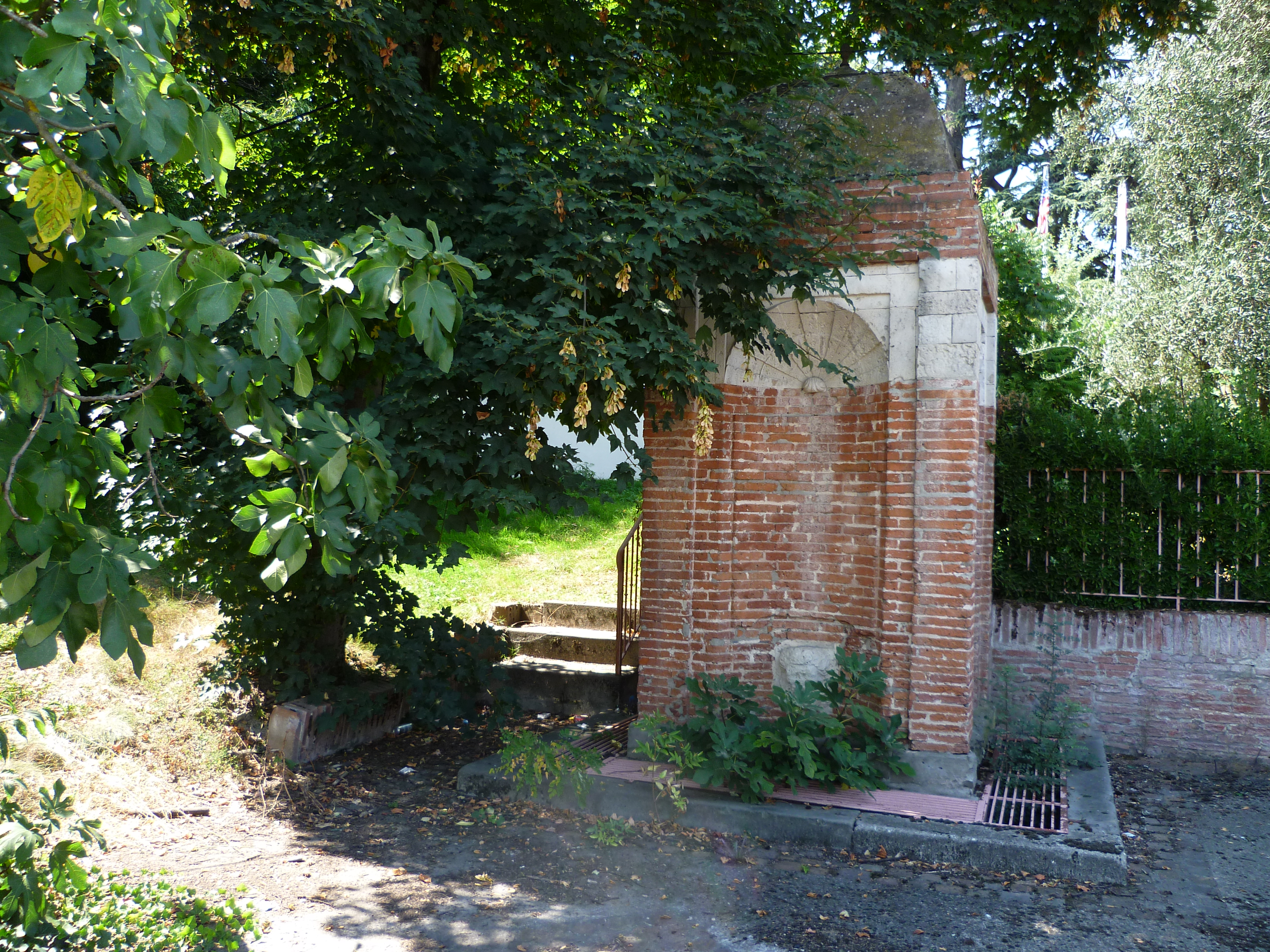
no 269 : la fontaine de Purpan.

- no  269 : fontaine de Purpan (1757)[17].